# Ipameri
Ipameri is een gemeente in de Braziliaanse deelstaat Goiás. De gemeente telt 24.021 inwoners (schatting 2009).
De plaats is zetel van het rooms-katholieke bisdom Ipameri.

## Aangrenzende gemeenten
De gemeente grenst aan Caldas Novas, Campo Alegre, Catalão, Corumbaíba, Cristalina, Goiandira, Luziânia, Nova Aurora, Orizona, Pires do Rio, Urutaí en Paracatu (MG).

## Verkeer en vervoer
De plaats ligt aan de wegen BR-352, BR-490, GO-213, GO-307 en GO-330.